# Cantón de Chécy
El cantón de Chécy era una división administrativa francesa, que estaba situada en el departamento de Loiret y la región de Centro-Valle de Loira.

## Composición
El cantón estaba formado por siete comunas:
- Boigny-sur-Bionne
- Bou
- Chécy
- Combleux
- Donnery
- Mardié
- Marigny-les-Usages

## Supresión del cantón de Chécy
En aplicación del Decreto n.º 2014-244 de 25 de febrero de 2014, el cantón de Chécy fue suprimido el 22 de marzo de 2015 y sus 7 comunas pasaron a formar parte; cinco del nuevo cantón de Saint-Jean-de-Braye una del nuevo cantón de Châteauneuf-sur-Loire y una del nuevo cantón de Fleury-les-Aubrais.